# František Caracciolo
Svatý František Caracciolo, rozený Ascanio Pisquizio (13. října 1563 – 4. června 1608) byl italský kněz. Katolická církev ho uctívá jako světce.

## Životopis
Narodil se ve italském městě Villa Santa Maria. Studoval teologii na univerzitě v Neapoli. Roku 1587 byl vysvěcen na kněze. Během svého života vykonával pastorační činnost mezi vězni. Spolu s janovským kanovníkem Janem Adornem založil řád menších řeholních kleriků. Ve věku 26 let složil řeholní sliby a přijal řeholní jméno František (Francesco). 
Zemřel během pouti ke svatyni Panny Marie Loretánské dne 4. června roku 1608 v Anconě. Byl pohřben v kostele Panny Marie v Neapoli.

## Úcta
Roku 1840 byl svatý František Caracciolo prohlášen vedle svatého Januária druhým patronem Neapole. O 4 roky později bylo světcovo tělo přeneseno do kostela Monte-verginella v Neapoli.